# Sigmodon fulviventer
Sigmodon fulviventer és una espècie de mamífer rosegador de la família dels cricètids. Viu a Mèxic i el sud-oest dels Estats Units. Els seus hàbitats naturals són els herbassars, els matollars i els boscos. És una espècie en risc mínim, és a dir, no sembla que hi hagi cap amenaça significativa per a la seva supervivència. El seu nom específic, fulviventer, significa ‘ventre bru’ en llatí.